# Camerano
Camerano (Camburàŋ in dialetto locale) è un comune italiano di 7 032 abitanti della provincia di Ancona nelle Marche.

## Geografia fisica
Il comune ha un'area di 19,81 km² e contiene le frazioni Aspio Terme, Colle Lauro e San Germano.
Nel 2010 la vecchia stazione ferroviaria di Aspio Terme sulla linea Ancona - Pescara, dismessa anni fa, è stata ristrutturata e riaperta, grazie anche ad alcuni investimenti privati.
L'area del sottosuolo di Camerano, chiamata "Città Sotterranea" o "Grotte di Camerano", è scavata nell'arenaria e percorre il sottosuolo del centro storico con andamento labirintico. A lungo si è ritenuto che i numerosi cunicoli fossero il resto di antiche cave arenarie o luoghi per conservare il vino. Le esplorazioni hanno inoltre svelato la presenza in quasi tutti gli ambienti di abbellimenti architettonici, bassorilievi e particolari decorativi: volte a cupola, a vela, a botte, sale circolari e colonne di particolare gusto architettonico, decorazioni con fregi, motivi ornamentali e simboli religiosi costituiscono una delle costanti dell´intero percorso.
L'origine è tuttora incerta vista la mancanza di documentazione storica; molto si basa sulla tradizione orale, che suggerisce che «di Camerano ce n'è più sotto che sopra», testimoniando il grande sviluppo planimetrico del percorso ipogeo, e che «le grotte sono antiche quanto è antico il paese». Camerano ha un'origine assai antica: i primi insediamenti preistorici affiorati nell'area di espansione edilizia del paese risalgono all'epoca eneolitica (III millennio a.C.); tra la fine del IX e la metà del III secolo a.C. sono invece databili oltre un centinaio di tombe picene poste in contrada San Giovanni. Tutto ciò collocherebbe, seguendo la sopracitata tradizione orale, l'origine delle grotte in un periodo remoto.

## Storia
I reperti archeologici hanno riportato notizie di un primo insediamento umano sul colle sin dall'epoca neolitica (III millennio a. C.). In contrada Fontevecchia, alla periferia nord-ovest dell'abitato del paese, gli scavi della Soprintendenza Archeologica di Ancona hanno riportato in luce nel 1968 uno stanziamento con materiali di tipo subappenninico, mentre in contrada S. Giovanni sono stati rinvenuti successivamente resti di insediamenti del neolitico e dell'età del bronzo.
Nonostante questo si potrebbe dire che Camerano nacque come villaggio di capanne sulla sommità di una "gradina" nel periodo Piceno. A testimonianza di questo una necropoli portata alla luce dagli scavi compiuti nei secoli successivi, che hanno restituito più di cento tombe Picene databili dall'XI al III secolo a.C., a testimonianza del fatto che il paese fu uno dei primi centri abitati piceni nelle Marche. Il materiale rinvenuto è conservato nel Museo Archeologico Nazionale delle Marche di Ancona; alcuni reperti di origine celtica, greca e picena, invece, sono custoditi in loco presso l'Antiquarium comunale.
Durante il periodo romano il centro abitato diminuì di importanza e la gente si disperse nelle campagne, mentre, in epoca medioevale, si manifestò una rinascita dello stesso, che portò alla attuale configurazione del centro storico.
La più antica fonte documentaria medievale che sembra riguardare Camerano è quella del Codice Bavaro (Liber Traditionum Ecclesiae Ravennatis), della seconda metà del X secolo, dove si fa riferimento al monastero femminile di Santa Maria e Sant'Agata, all'interno della diocesi di Numana e che sembrava essere situato a Camerano nella zona circostante l'attuale chiesa di S. Francesco. Altre fonti documentarie importanti sono due privilegi pontifici del 1177 e del 1183 dove viene nominato il paese come Castro Camurani, da riconoscere quindi come un vero e proprio castrum medievale. Nel 1198 Camerano figurava, per la prima volta, come comune indipendente e appartenente alla lega di comuni creata per contrastare Marcovaldo inviato da Enrico VI. Nel 1212 a Camerano figuravano anche due consoli: Bernardo Ionathe e Stefano Marchi, chiari segnali di un breve periodo in cui il paese fu libero comune, prima di finire nel periodo successivo sotto il controllo della più grande città di Ancona, diventando uno dei circa venti castelli di Ancona, ed aveva il compito di difendere l'area del Conero, insieme ai castelli di Varano, Poggio, Massignano, Sirolo. Sulla rupe del "Sassone" sorse probabilmente quello che fu il primo castello o borgo fortificato.
Nel 1625 nasce il pittore Carlo Maratti, figura centrale della pittura romana ed italiana della seconda metà del Seicento.
Dal 1797 al 1798 subì l'occupazione dei napoleonici e, in seguito, tra il 1815 e il 1819, il comune affrontò un periodo di grave carestia.
Camerano venne annesso al Regno d'Italia nel 1860 dopo la battaglia di Castelfidardo. Dopo la seconda guerra mondiale e l'occupazione tedesca del 1943, il comune fu liberato dagli alleati nel 1944; è durante questo periodo che le labirintiche grotte furono adibite a rifugio per la popolazione contro i bombardamenti.
L'organizzazione urbanistica rimase pressoché invariata fino agli inizi del secolo XIX il paese quando cominciarono ad espandersi nuove zone abitative come la "Piana" (via Garibaldi) e la "Speranza" (via Loretana), oltre al nucleo storico rappresentato dal "Borgo" (via G. Leopardi e via Cavallotti).
Agli inizi del Novecento incominciò a svilupparsi l'artigianato che caratterizza tuttora la vita economica del paese; intorno al 1940 in seguito anche all'incremento demografico l'area urbana si estese lungo via Loretana e nella contrada San Giovanni. Negli anni '60, Camerano conobbe un vero e proprio boom economico e si trasformò in centro industriale, con la costituzione di numerose imprese artigiane e industriali soprattutto nel settore degli strumenti musicali e, più tardi, della lavorazione del legno, dei metalli, della plastica, dell'abbigliamento e della produzione di vino, il Rosso Conero, che rendono ancora oggi famoso ovunque il nome di Camerano.

### Simboli
Lo stemma e il gonfalone sono stati concessi con DPR del 17 gennaio 1991.
Il gonfalone è un partito di bianco e di rosso.

## Monumenti e luoghi d'interesse

### Chiesa di San Francesco
La facciata della chiesa denota le origini medioevali dell'edificio, per via del portale romanico in pietra d'Istria; prezioso e gentilissimo è invece il candido interno. A navata unica, in maniera non discorde dall'interno di Santa Maria della Pace a Brescia di Giorgio Massari numerosa è la presenza di nicchioni con semicupola a nastro, costruita ruotando un quarto di cerchio attorno ad una semicirconferenza. Lungo la navata, coppie di lesene corinzie inquadrano simmetricamente quattro archi, sormontati da blasoni dai contorni arricciati in stucco. Incassate negli archi, le pareti curvano dolcemente individuando alcune cornici sagomate, le quali custodiscono delle pale d'altare dalla sommità semicircolare e arricchite da due volute speculari e teste di putti; su di quest'ultime, poggiano le caratteristiche semicupole a nastro, scavate da cinque cassettoni con rosette. Nella volta a botte, percorsa da slanciate nervature, finestre rettangolari presentano festoni e mensole a volute; immediatamente sopra, timpani curvilinei si adattano alla forma della calotta.
Una crociera viene individuata per mezzo di due coppie di semicolonne, dal cui intercolunnio sporgono leggermente gli intagli lignei di due matronei – con relativa porticina sottostante – decorati con spigolose balaustre dorate e deliziose rocaille che avevano il fine di nasconderne i fruitori. Verso la zona dell'altare, al di sotto di una volta a botte unghiata da due finestre e dalla chiave guarnita d'una leggera ghirlanda, sono ospitati una coppia di organi, sorretti ognuno da tre mensole e composti da quattro paraste ioniche di legno stuccato di color avorio e oro. Precedono simmetricamente l'abside due matronei che si affacciano sulla crociera, racchiusi entro due coppie di semicolonne e di paraste che seguono il disegno della semicupola a nastro sovrastante adornata di sette cassettoni e rosette, culmine dell'intera aula della chiesa. Il coro retrostante l'altare maggiore si sviluppa in profondità; nell'abside, coronate da un frontone triangolare, tripudio di angeli festanti e raggi di sole, due lesene sono parzialmente coperte dalla tela del Santo.

### La città sotterranea
La fitta rete di cunicoli scavati nel sottosuolo del centro storico, la cui lunghezza è stimata a circa 2 km, è risultato di numerosi secoli di interventi umani. L'origine sembra coincidere in qualche modo con quella dell'abitato all'epoca neolitica, o protostorica, anche se il continuo riutilizzo e le modifiche hanno in buona parte eliminato le tracce di questi usi più antichi.

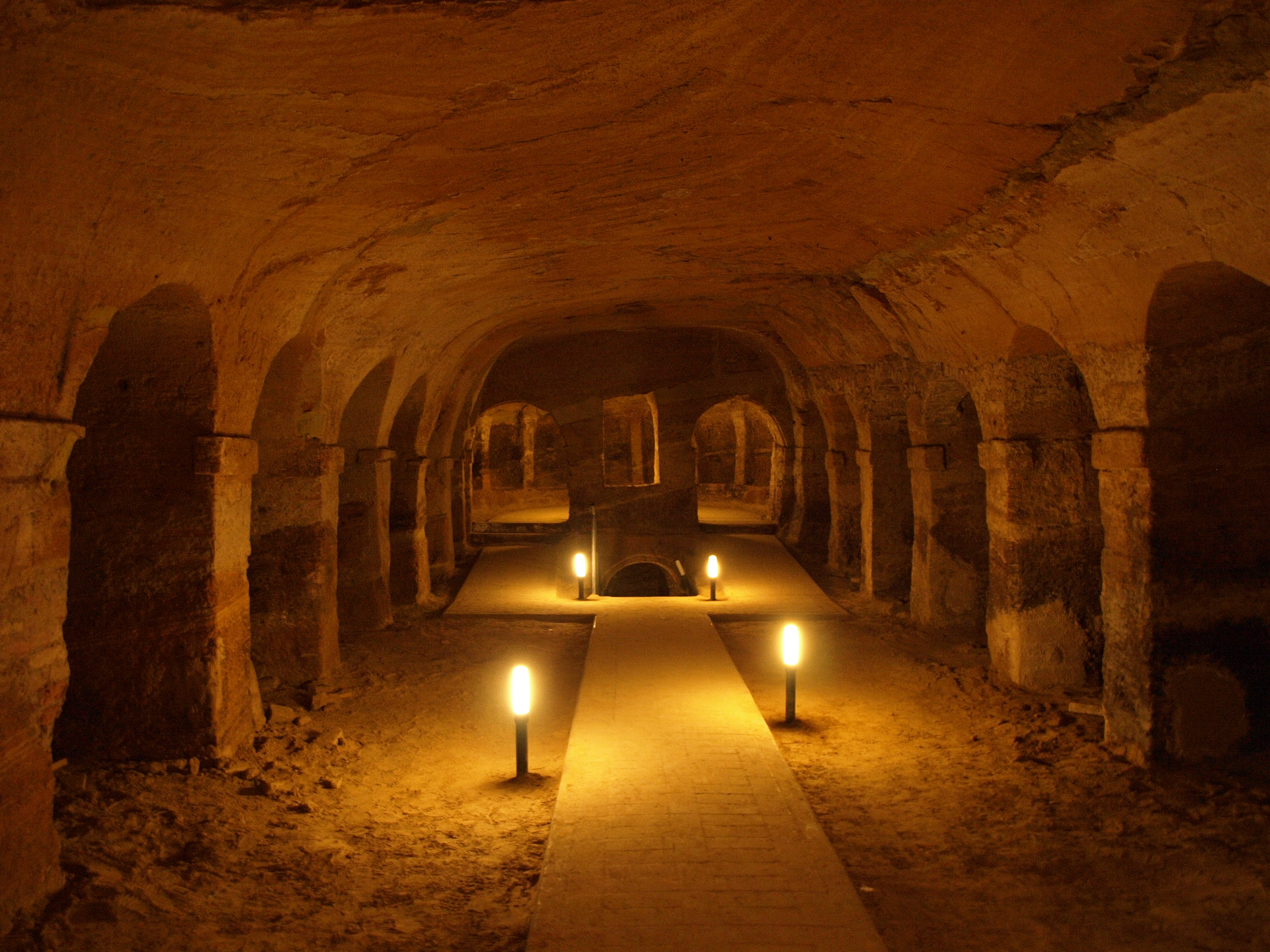
La chiesa sotterranea

Gli scopi originari di questi ipogei sono vari; alcune zone mostrano la classica struttura di cave di pietra arenaria per uso edile, mentre altre si conformano come magazzini, vie di comunicazione, fonti d'acqua. Alcune sale mostrano un di chiaro carattere religioso o rituale, come un battistero ottagonale datato 1327, ed una chiesa ipogea paleocristiana denominata "grotta Ricotti". Alcune decorazioni a bassorilievo inoltre rivelano l'intento religioso di alcuni ambienti, e di una committenza nobiliare in altre zone, come nella cosiddetta "sala delle cospirazioni". L'intero complesso, disponendo di numerosi collegamenti con la superficie nel centro storico, è stato negli anni sfruttato come cantina dagli abitanti, finché negli anni '90 non è rinato l'interesse verso la sua storia.
Storicamente rilevante è stato l'uso durante la seconda guerra mondiale, nel luglio del 1944. Per ripararsi dai bombardamenti, l'intera cittadinanza si trasferì sotto terra, dove rimase per circa 18 giorni. Nonostante questo sia l'unico utilizzo documentato dell'ipogeo come rifugio di guerra, si suppone che questa pratica fosse comune anche nei secoli precedenti, in particolare per via della vicinanza di Camerano al mare e pertanto dei rischi derivanti dalle incursioni piratesche.
Nel 1999 un convegno tenuto a Camerano produce anche una pubblicazione, "La Memoria del Sottosuolo".
Nel 2008 il comune di Camerano apre una porzione di ipogeo al pubblico. Da allora la città sotterranea è al centro di un flusso turistico in costante aumento.

## Società

### Evoluzione demografica
Abitanti censiti

### Etnie e minoranze straniere
Secondo i dati ISTAT al 1º gennaio 2017 la popolazione straniera residente era di 345 persone (4.8% della popolazione residente). Le nazionalità maggiormente rappresentate in base alla loro percentuale sul totale della popolazione residente erano:
- Repubblica Moldova 100 28,99%
- Romania 68 19,71%
- Albania 11 3,19%[7]

### Dialetto
Attualmente il dialetto di Camerano è l'anconetano, con differenze leggerissime, ma fino agli anni '70 del '900 era presente una vera e propria isola linguistica di tipo gallo-italico, perché a differenza della parlata del capoluogo e delle località limitrofe, si tendeva a lenire o a far scomparire qualsiasiasi vocale finale diversa da -a. Questo fenomeno era un tempo presente anche in alcune frazioni di Ancona, come Poggio o Varano, e faceva sì che la parlata fosse praticamente uguale a quella di Ancona, che è di ceppo perimediano con influenze gallo-italiche, ma con le -o/-e/-i finali lenite (un esempio è la parola letamaio, che suonava grasciàro ad Ancona, Osimo e Jesi, mentre a Camerano suonava grasciàr'). Il vocabolo indèlma, parola greca riportata anche da Tacito che significa impronta, forma, era una parola molto usata nel dialetto cameranese, e in special modo dagli artigiani, calzolai e sarti. Oggi è ancora usata da molti cittadini di Camerano. Deriva dal greco classico ed è stata importata da Dori.
È un fenomeno curioso ma purtroppo scarsamente documentato e ormai del tutto scomparso dalla bocca dei parlanti, poiché le nuove generazioni sono andate sempre più assimilando il cameranese originario all'anconetano, sostituendo ad esempio l'antico gin (andiamo) con andan, modifica piccola e pur sempre peculiare.

## Cultura

### Feste
Nell'ultima settimana di agosto si svolge la festa del patrono San Giovanni Battista. La festa ha compiuto 43 anni nel 2024. È tipica della festa la Contesa del Sacro Vassoio. Il paese è diviso in otto rioni, che ogni 29 agosto si sfidano in vari giochi per ottenere il Sacro Vassoio. Questi i nomi dei rioni (tra parentesi il numero di vittorie): La Gradina (10), La Sorgente (9), La Strada (7), La Sportiva (6), La Quercia (5), La Speranza (2), La Voce (1), La Cima (1).
Nella prima settimana di settembre si svolge dal 1995 la "Festa del Rosso Conero", che nelle tre serate (venerdì, sabato e domenica) attira ogni anno migliaia di visitatori con bancarelle, stand gastronomici, eventi musicali ed intrattenimento vario, con protagonista il vino Rosso Conero prodotto nei vigneti delle campagne del territorio cameranese e non.

## Amministrazione
| Periodo         | Periodo         | Primo cittadino     | Partito              | Carica                     | Note  |
| --------------- | --------------- | ------------------- | -------------------- | -------------------------- | ----- |
| 16 luglio 1985  | 25 giugno 1990  | Umberto Matteucci   | Democrazia Cristiana | Sindaco                    | [ 8 ] |
| 25 giugno 1990  | 19 ottobre 1992 | Umberto Matteucci   | Sinistra             | Sindaco                    | [ 8 ] |
| 29 ottobre 1992 | 24 aprile 1995  | Renzo Pincini       | Democrazia Cristiana | Sindaco                    | [ 8 ] |
| 24 aprile 1995  | 22 ottobre 1996 | Giulio Ottaviani    | Sinistra             | Sindaco                    | [ 8 ] |
| 22 ottobre 1996 | 28 aprile 1997  | Carmine Di Giacomo  | Sinistra             | Vicesindaco - Sindaco f.f. | [ 8 ] |
| 28 aprile 1997  | 14 maggio 2001  | Carlo Pesco         | L'Ulivo              | Sindaco                    | [ 8 ] |
| 14 maggio 2001  | 30 maggio 2006  | Carlo Pesco         | Centro-sinistra      | Sindaco                    | [ 8 ] |
| 30 maggio 2006  | 16 maggio 2011  | Carmine Di Giacomo  | Lista civica         | Sindaco                    | [ 8 ] |
| 16 maggio 2011  | 6 giugno 2016   | Massimo Piergiacomi | Insieme per Camerano | Sindaco                    | [ 8 ] |
| 6 giugno 2016   | 3 ottobre 2021  | Annalisa Del Bello  | Insieme per Camerano | Sindaco                    | [ 8 ] |
| 4 ottobre 2021  | in carica       | Oriano Mercante     | Camerano unita       | Sindaco                    | [ 8 ] |

## Sport
Due squadre partecipano ai tornei FIGC: la Real Cameranese, che milita in 1ª Categoria (2024/2025), e il Camerano Calcio, partecipante al campionato di 2ª Categoria (2024/2025) ma che in passato aveva raggiunto il campionato di Eccellenza vincendo anche una Coppa Italia di categoria.
La squadra di pallamano maschile, Pallamano Camerano, milita nel campionato di serie A Gold (2024/2025).
L'A.S.D. Judo Club Camerano da anni è la società della regione Marche più in alto nella classifica nazionale.